# Comando Vermelho
Comando Vermelho (en portugais: [koˈmɐ̃du veʁˈmeʎu], Commando rouge) est une organisation criminelle brésilienne qui se consacre principalement au trafic d’armes et de drogue. Le groupe, à l'origine connu sous le nom de Falange Vermelha ("Phalange rouge"), s'est formé en 1979 comme une alliance entre des condamnés ordinaires et des militants de gauche qui ont été incarcérés ensemble pendant la dictature militaire de 1964-1985. Au début des années 1980, le groupe a changé son nom en Comando Vermelho, et aurait abandonné la plupart de son idéologie politique d'extrême gauche.
Le Comando Vermelho contrôle certaines parties de Rio de Janeiro et a combattu lors de plusieurs conflits à petite échelle (en 2001 et 2004) avec le gang rival Terceiro Comando, lui-même issu d'une lutte de pouvoir entre les dirigeants du Comando Vermelho au milieu des années 1980.
L'organisation est un ensemble de cellules indépendantes, mais les patrons importants incluent Luiz Fernando da Costa et Isaias da Costa Rodrigues.
Fin juin 2007, la police de Rio de Janeiro a lancé un assaut à grande échelle sur la zone et jusqu'à 24 personnes ont été tuées.  

## Comando Vermelho et funk carioca
En plus de parrainer des groupes comme des associations de quartier et d'organiser des événements sportifs, l'un des moyens les plus courants par lesquels l'organisation criminelle est en mesure d'attirer l'attention des jeunes est au travers du funk. En raison de la popularité du genre auprès des jeunes Brésiliens, le groupe "est connu pour avoir subventionné des fêtes funk pour recruter de jeunes enfants pour le trafic de drogue".
En plus de ces funk parties (bailes funk), «où la drogue et le sexe attirent même la jeunesse bourgeoise ou petite-bourgeoise», organisées régulièrement par l'organisation tous les dimanches, des artistes funk sont également parrainés par le Comando Vermelho pour enregistrer des chansons et même des CD entiers qui font la promotion du groupe et font l'éloge des membres morts du groupe. Parce que le Comando paie pour la production et l'enregistrement des chansons funk, elles "sont souvent bien enregistrées et d'une haute qualité technique, et sont diffusées sur des stations de radio pirates et vendues par des centaines de vendeurs ambulants à Rio de Janeiro et à São Paulo. Ainsi, les artistes funk qui sont en ligue avec Comando Vermelho engrangent parfois des ventes et des diffusions importantes malgré la création d'un type de musique qui est Proibidão, ou "extrêmement interdit", en termes de lieu de vente et de lecture. En plus de promouvoir le groupe criminel, le funk parrainé par le Comando défie également les idées et les lois de la Division de la répression contre la drogue.

## Attaques de cibles gouvernementales
En juin 2018, le Commandement rouge a lancé des attaques contre une base de l'armée bolivienne à Porvenir et un poste de police brésilien à Epitaciolândia, dans les deux cas en volant des armes et des munitions.

## Dans la culture populaire
Ross Kemp a réalisé un documentaire sur le Comando Vermelho. Le film La Cité de Dieu montre les débuts de Comando Vermelho. La sortie DVD de ce film contient un documentaire supplémentaire  qui présente des interviews avec la police et les enfants locaux des favelas.